# Mycomya ferruginea
Mycomya ferruginea är en tvåvingeart som först beskrevs av Johann Wilhelm Meigen 1818.  Mycomya ferruginea ingår i släktet Mycomya och familjen svampmyggor. Inga underarter finns listade i Catalogue of Life.